# HMS Euryalus (42)
«Евріал» (42) (англ. HMS Euryalus (42) — військовий корабель, легкий крейсер типу «Дідо» Королівського військово-морського флоту Великої Британії за часів Другої світової війни.

## Історія створення
«Евріал» був закладений 21 жовтня 1937 на верфі компанії Chatham Dockyard, Чатем. 30 червня 1941 увійшов до складу Королівських ВМС Великої Британії.